# Kawanishi E7K
Le Kawanishi E7K est un hydravion japonais de reconnaissance triplace des années 1930. Il fut nommé Alf par les Alliés durant la Seconde Guerre mondiale.

## Variantes
- E7K1 : Version de production avec un moteur W12 Hiro Type 91 de 520 ch à refroidissement par eau, 183 exemplaires produits (dont 57 construits par Nippon Hikoki K.K.)
- E7K2 : Version ré-motorisée avec un moteur radial Mitsubishi Zuisei 11, environ 350 exemplaires produits (dont 60 construits par Nippon Hikoki K.K.)

## Conception et développement

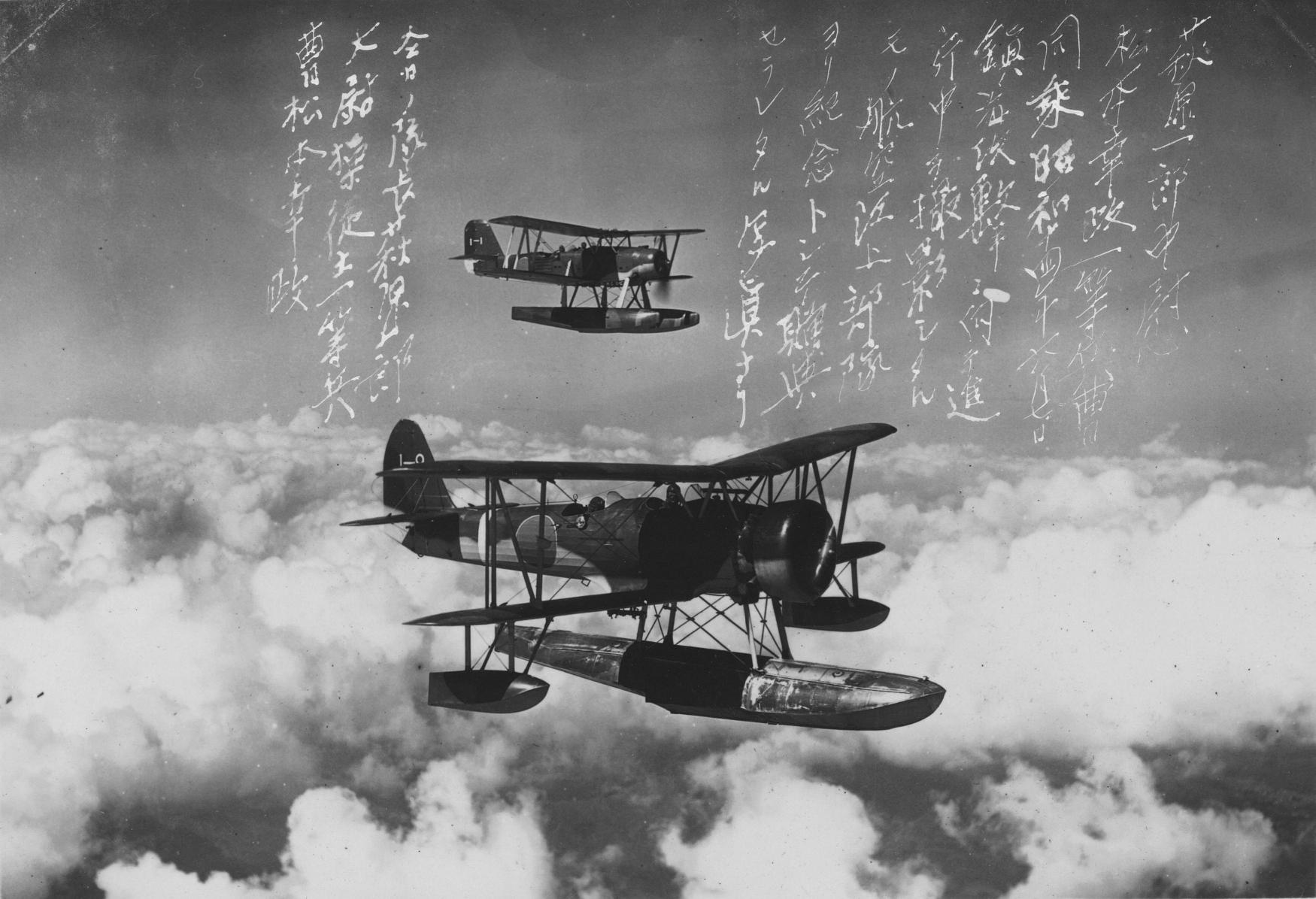

En 1932, la Marine impériale japonaise demande à Kawanishi Kokuki de produire un remplaçant au Kawanishi E5K (en). L'avion qui en résulte, désigné Kawanishi E7K1, est un biplan propulsé par un moteur W12 Hiro Type 91 à refroidissement liquide produisant 620 ch.
Le premier prototype vole le 6 février 1933 et est remis à la marine pour des essais trois mois plus tard. Il est mis en concurrence avec le Aichi AB-6 (en) conçut pour répondre au même appel d'offres 7-Shi.
Le E7K1 est commandé sous la désignation Hydravion de reconnaissance marine Type 94 (九四式水上偵察機) et entre en service début 1935. Il acquiert une bonne réputation, qui est, cependant, entravée par un manque de fiabilité du moteur Hiro [réf. nécessaire].
Les derniers exemplaires de E7K1 sont équipés d'une version plus puissante du Hiro 91, n'améliorant, toutefois, pas la fiabilité.
En 1938, Kawanishi développe la version améliorée E7K2 équipée d'un moteur en étoile Mitsubishi Zuisei 11. Il vole pour la première fois en août 1938 et la Marine le commande en tant qu'Hydravion de reconnaissance marine Type 94 Modèle 2.
Le E7K1 antérieur est alors renommé Hydravion de reconnaissance marine Type 94 Modèle 1.

## Histoire opérationnelle

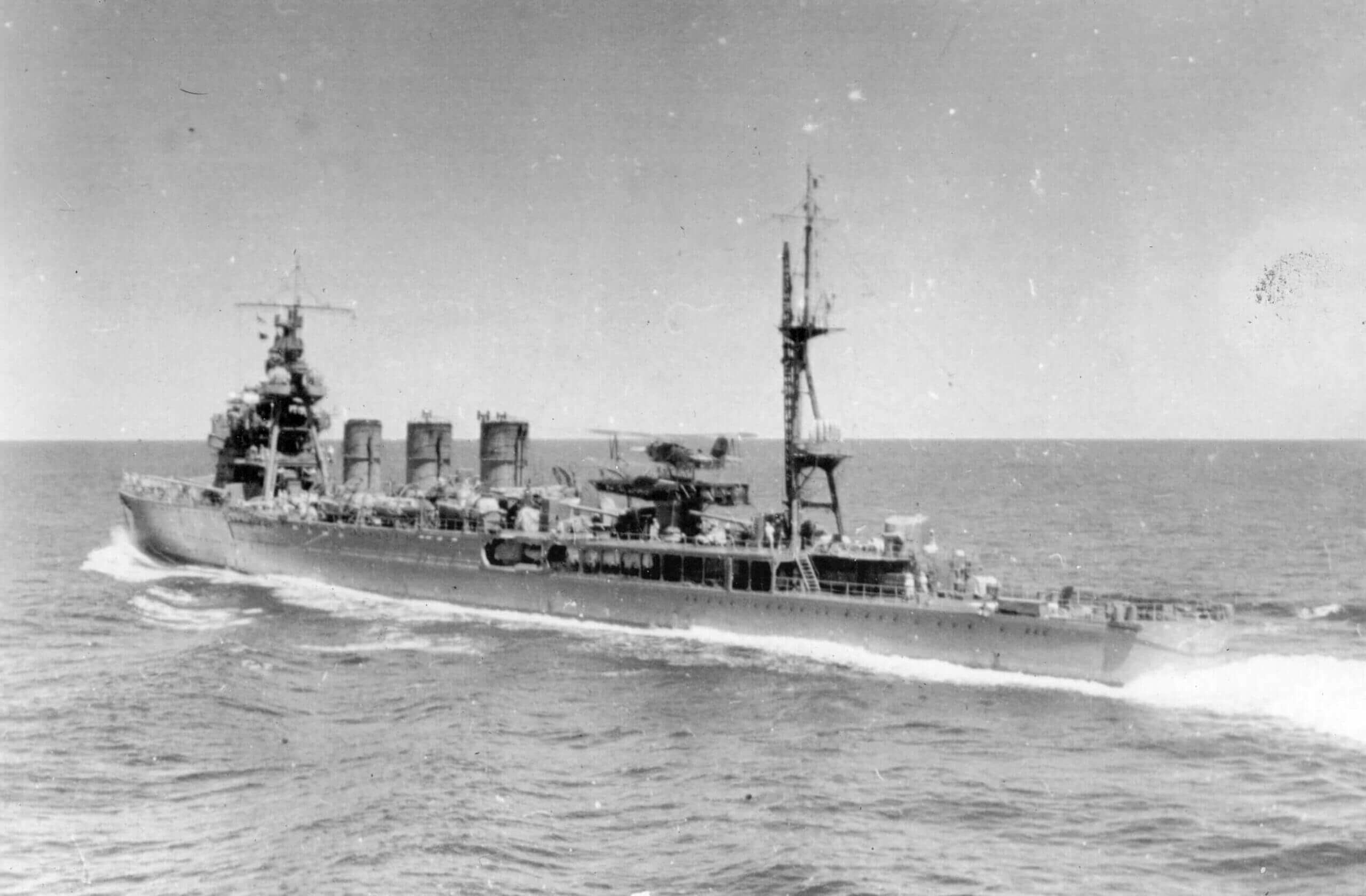
Un E7K2 prêt pour le lancement à bord du croiseur Abukuma, 1941.

Le type[Quoi ?] est largement utilisé par la Marine Japonaise à partir de 1938 jusqu'au début de la Guerre du Pacifique, lorsque les E7K1 sont relégués en deuxième ligne.
Le E7K2 continue à servir en première ligne, jusqu'en 1943, et les deux versions sont utilisées dans des opérations kamikazes dans les dernières phases de la guerre.

### Opérateurs
- Japon : Service aérien de la Marine impériale japonaise